# ليوناردو ديل كريستو راميريز رودريغيز
ليوناردو ديل كريستو راميريز رودريغيز (بالإسبانية: Leonardo del Cristo Ramírez Rodríguez)‏ هو لاعب كرة قدم إسباني، ولد في 20 يونيو 1992 في لاس بالماس دي غران كناريا في إسبانيا. لعب مع نادي لاس بالماس.

## وصلات خارجية
- ليوناردو ديل كريستو راميريز رودريغيز على موقع قاعدة بيانات كرة القدم.إي يو (الإنجليزية)
- ليوناردو ديل كريستو راميريز رودريغيز على موقع Soccerway.com (الإنجليزية)
- ليوناردو ديل كريستو راميريز رودريغيز على موقع AS.com (الإسبانية)